# Усть-Грязнухинское сельское поселение
Усть-Грязну́хинское се́льское поселе́ние — муниципальное образование в составе Камышинского района Волгоградской области.
Административный центр — село Усть-Грязнуха.

## История
Усть-Грязнухинское сельское поселение образовано 5 марта 2005 года в соответствии с Законом Волгоградской области № 1022-ОД.

## Население
| 2010  | 2012  | 2013  | 2014  | 2015  | 2016  | 2017  |
| ----- | ----- | ----- | ----- | ----- | ----- | ----- |
| 1683  | ↘1678 | ↘1648 | ↘1610 | ↗1614 | ↘1588 | ↘1562 |
| 2018  | 2019  | 2020  | 2021  |       |       |       |
| ↗1581 | ↘1531 | ↘1492 | ↘1473 |       |       |       |

## Состав сельского поселения
| № | Населённый пункт | Тип населённого пункта       | Население |
| - | ---------------- | ---------------------------- | --------- |
| 1 | Верхняя Грязнуха | село                         | ↘532      |
| 2 | Зёленый Гай      | село                         | 61        |
| 3 | Пановка          | село                         | ↘234      |
| 4 | Усть-Грязнуха    | село, административный центр | ↘856      |